# Хердекке
Хердекке (нем. Herdecke) — город в Германии, в земле Северный Рейн-Вестфалия.
Подчинён административному округу Арнсберг. Входит в состав района Эннепе-Рур. Население составляет 24428 человек (на 31 декабря 2010 года). Занимает площадь 22,4 км². Официальный код — 05 9 54 020.
Город подразделяется на 2 городских района: собственно Хердекке и Энде (Ende). Энде, в свою очередь, состоит их административных частей Аленберг (Ahlenberg), Вестенде (Westende), Кирхенде (Kirchende) и Остенде (Ostende).
| Год  | Население |
| ---- | --------- |
| 1995 | 26 377    |
| 2000 | 26 102    |
| 2005 | 25 807    |
| 2010 | 24 794    |

## Достопримечательности
Основными достопримечательностями города являются:
- Источник Фредеруны (нем. Frederunabrunnen) является одним из основных достопримечательностей города Хердекке и очередным паломническим объектом на вестфальском «Пути Святого Иакова»[1].

Источник расположен в центральной части пешеходной зоны, рядом с краеведческим музеем города. Рядом с ним традиционно организуются главные праздники.
Назван в честь основательницы местной монастырской церкви Фредеруны — племянницы императора Карла Великого. Согласно церковному преданию, она основала местный женский монастырь в 810 году. Документально это не находит подтверждения.
В 1927 году на площади Штифта был обустроен современный источник из песчаника. Над источником установлены две фигуры: самой Фредеруны и первой настоятельницы Альсведис (Alswedis). Источник функционирует только в тёплое время года.
- Центральная (старшая) евангелическая церковь св. Марии

## Родились в Хердекке
- Беккер, Фридрих (1922—1997) — немецкий художник, профессор, ювелир и создатель «кинетических» украшений.
- Бирманн, Феликс (род. 1969) — немецкий археолог средневековья.
- Лукас Клостерма (род. 1996) — немецкий футболист.

## Фотографии

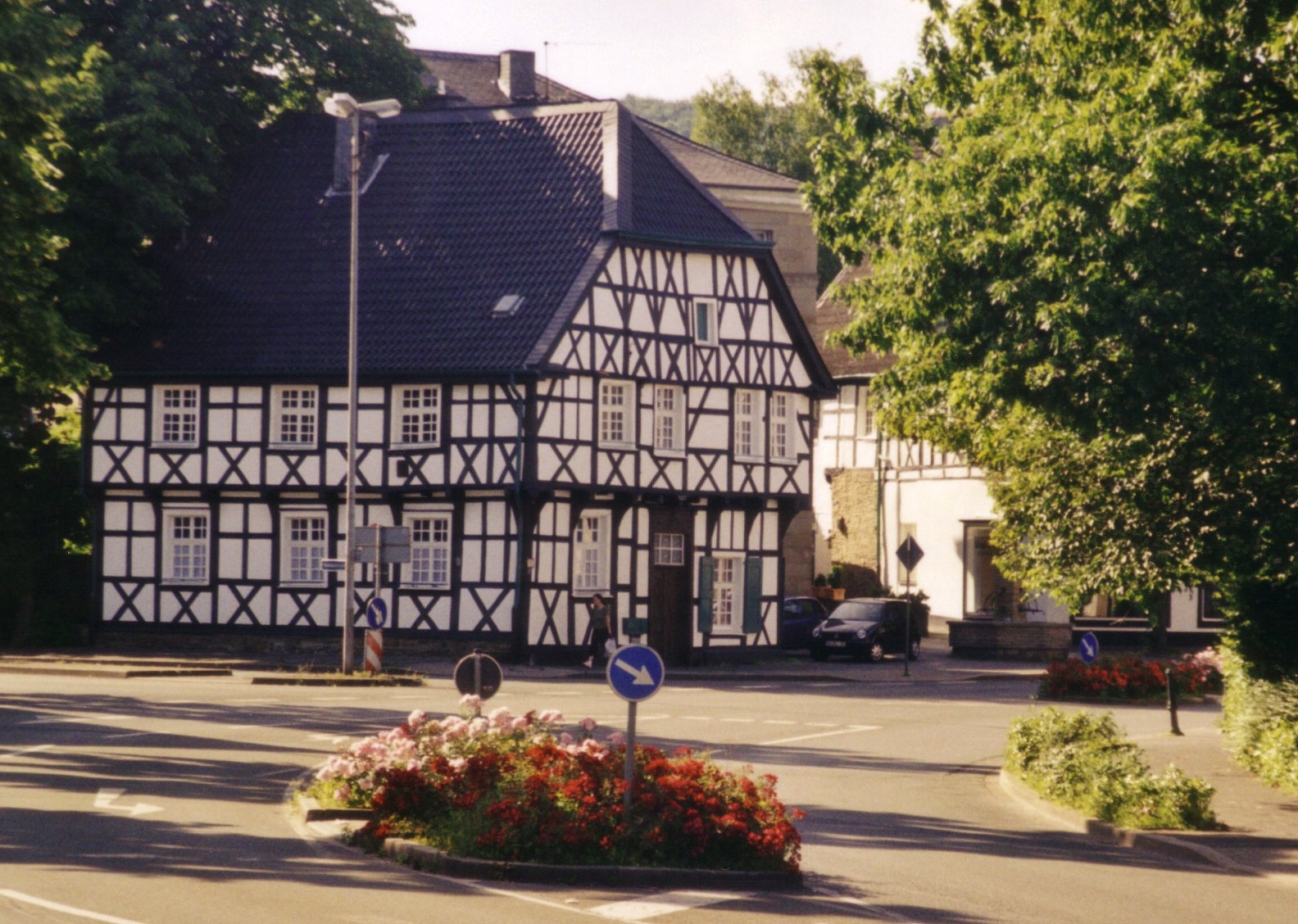
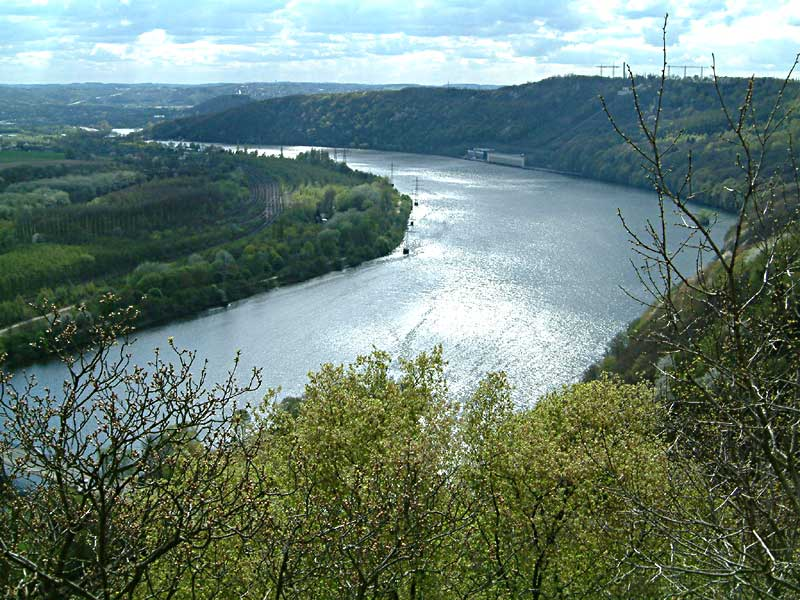
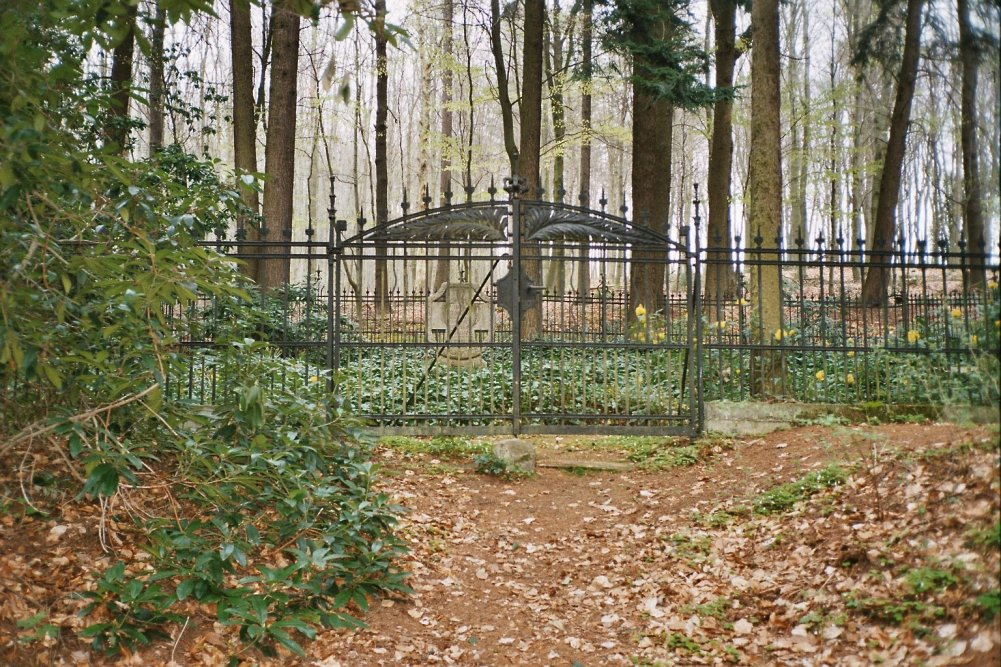
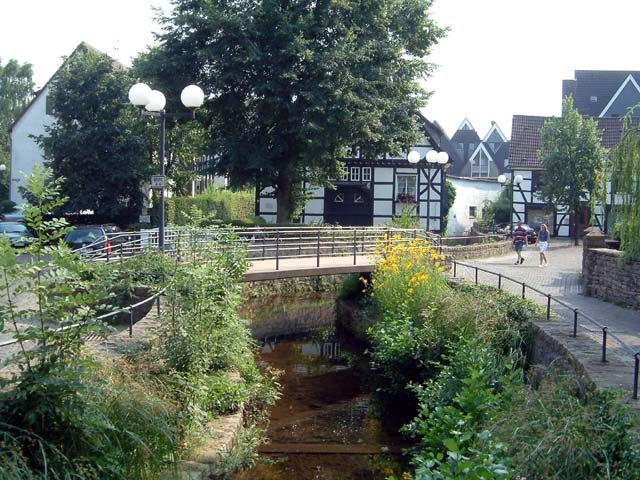
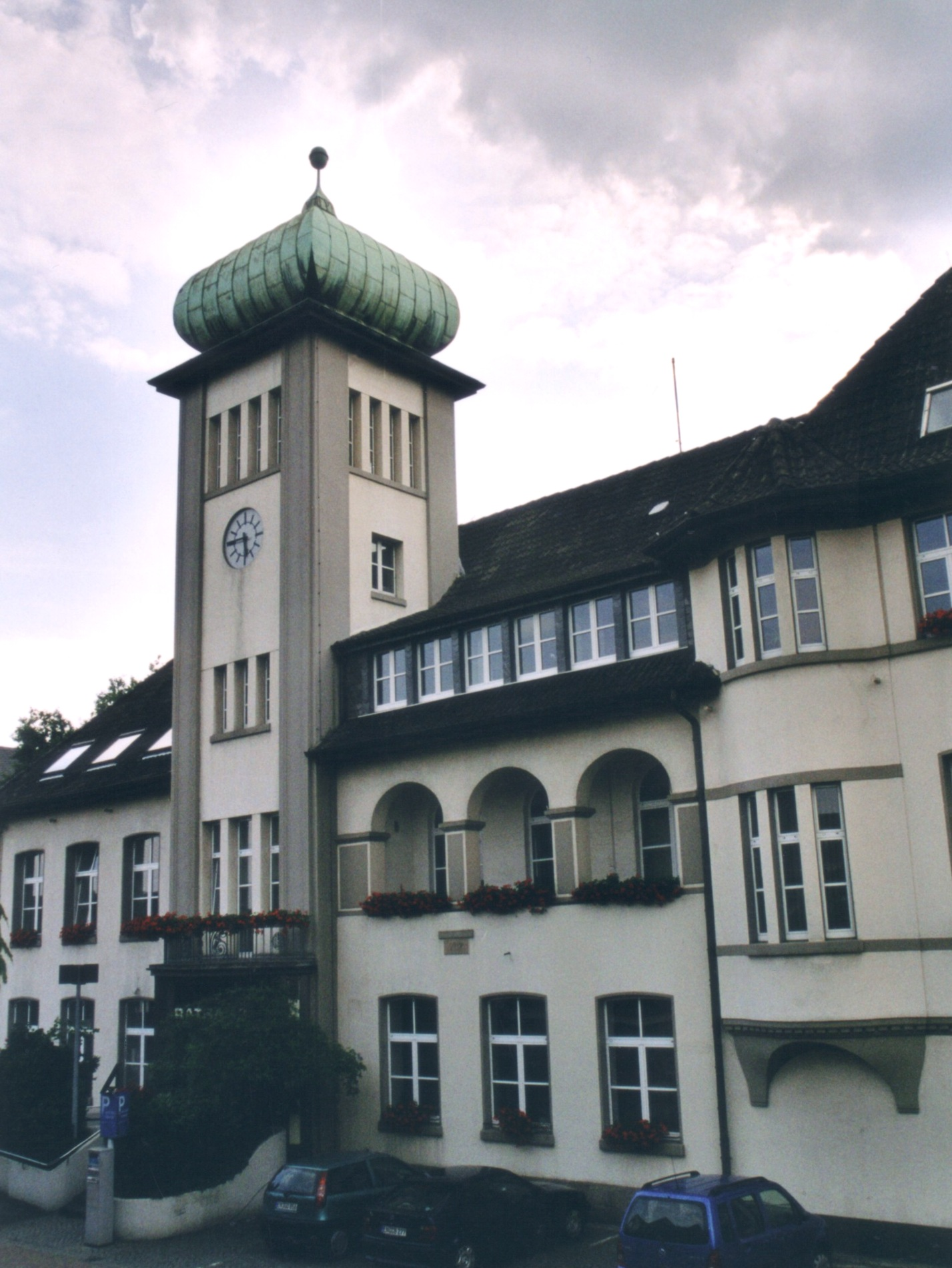
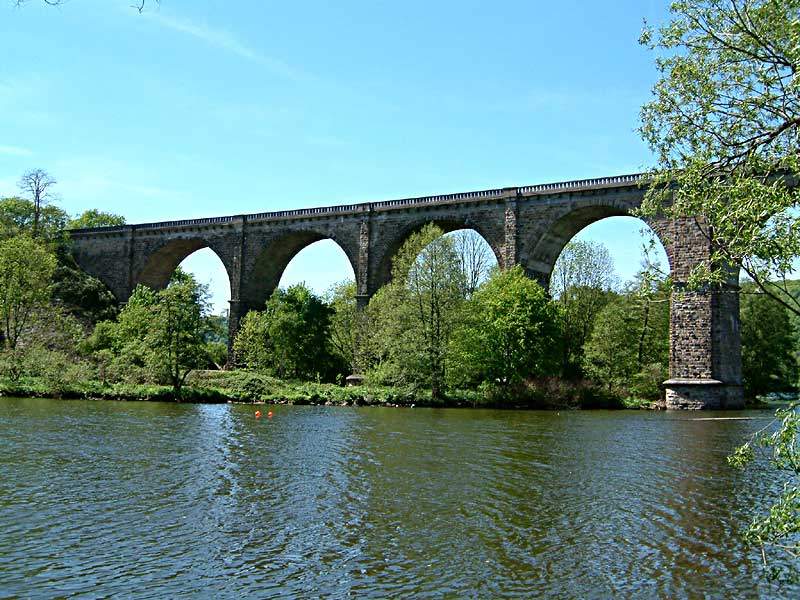
Рурский виадук
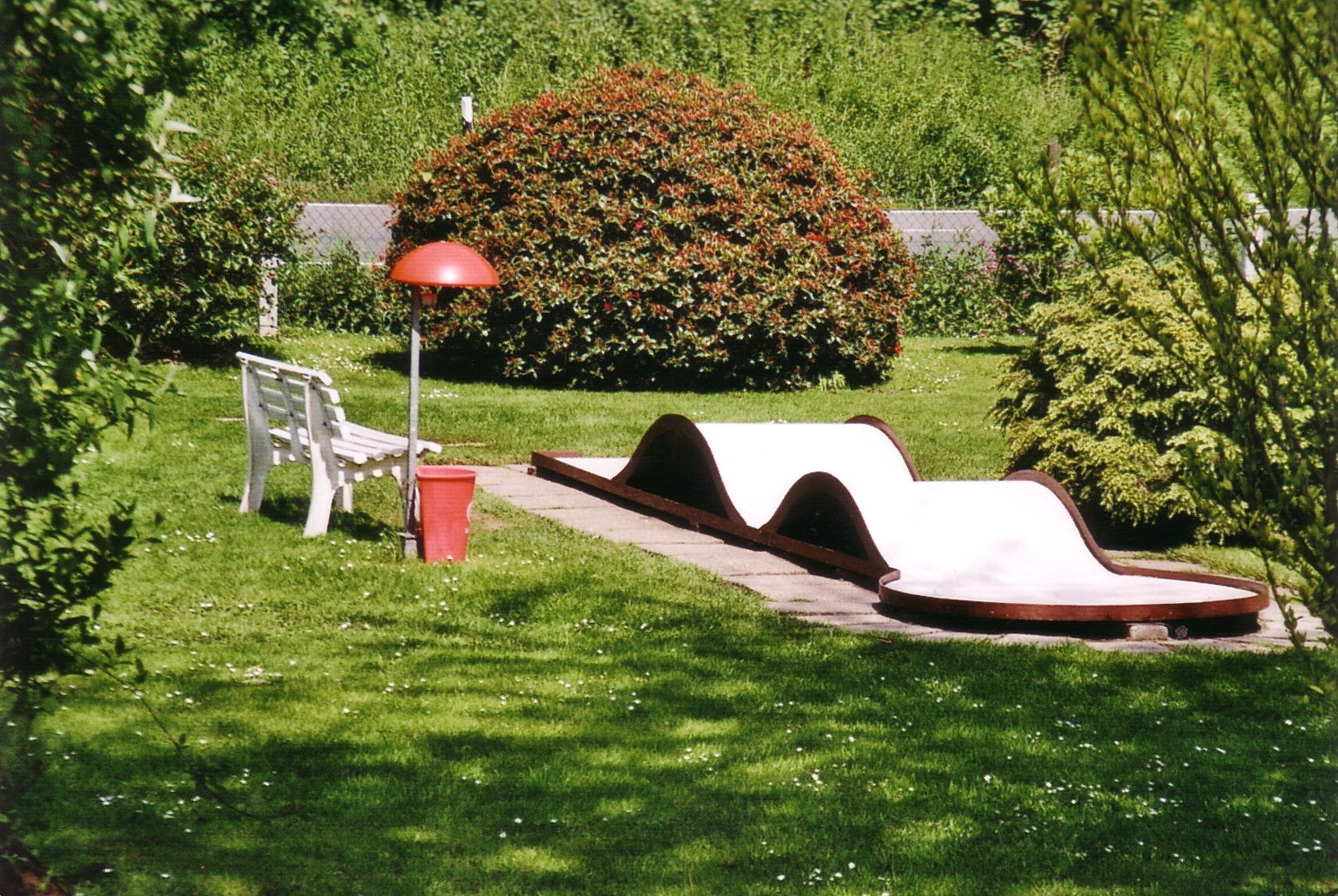
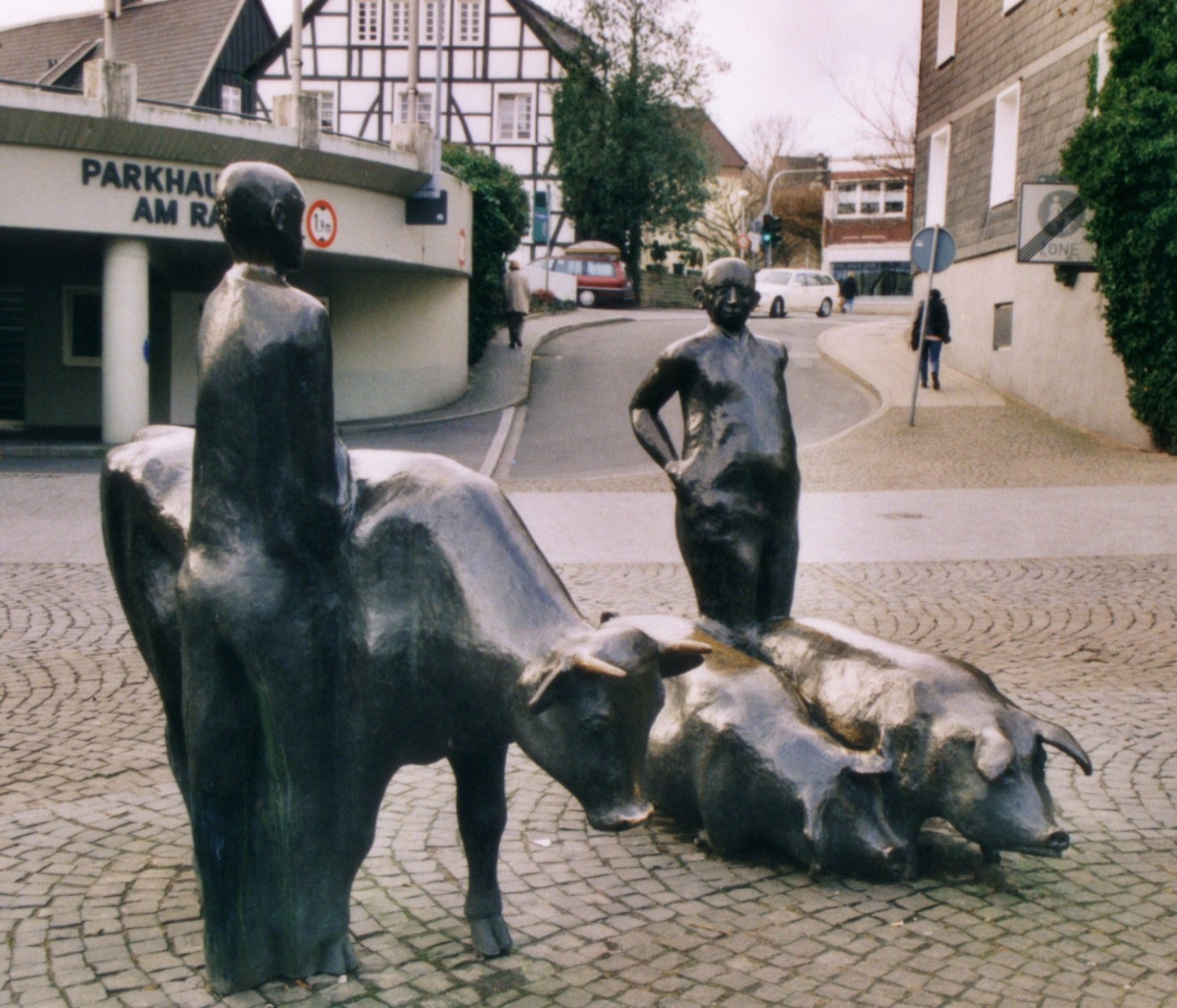
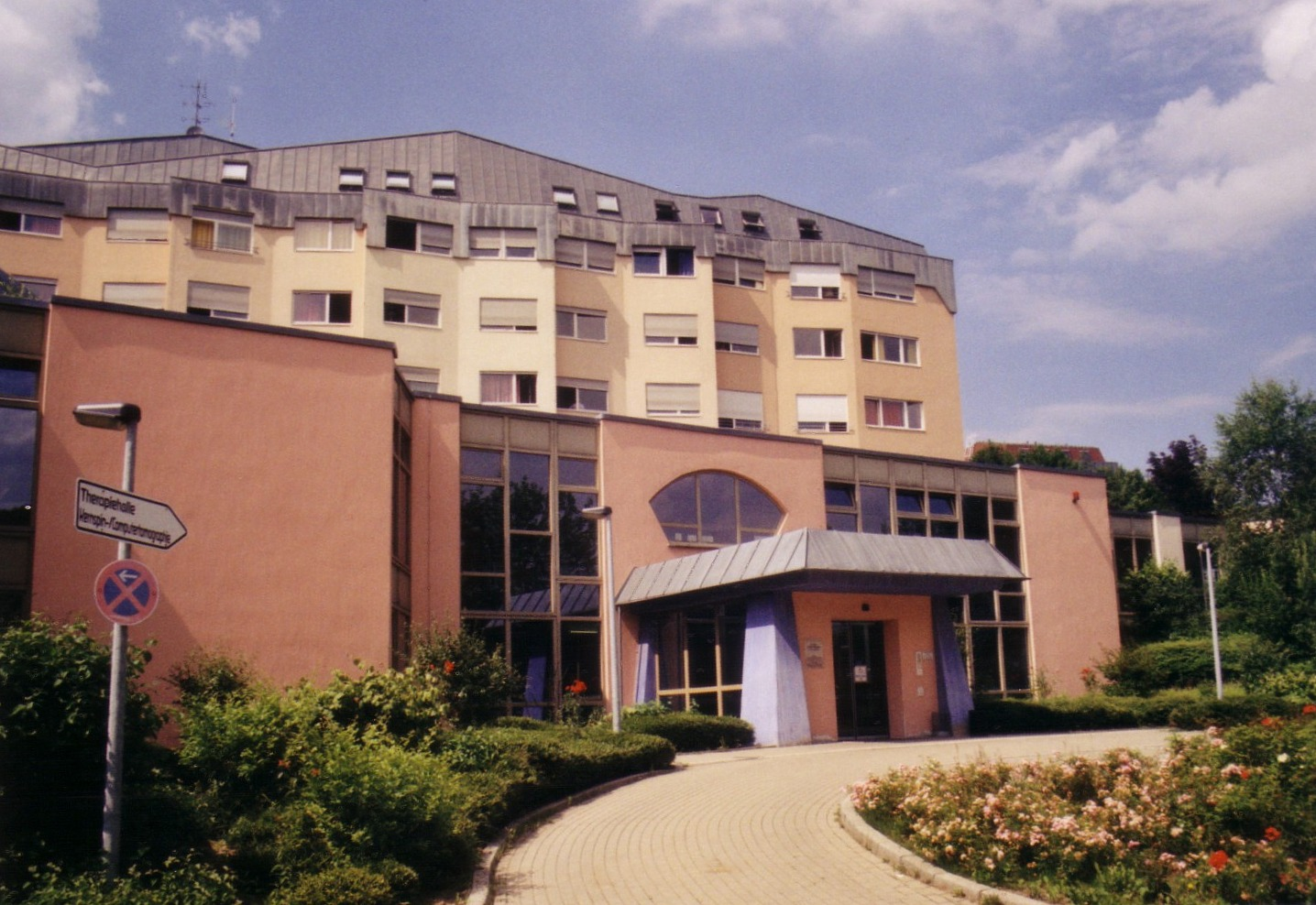
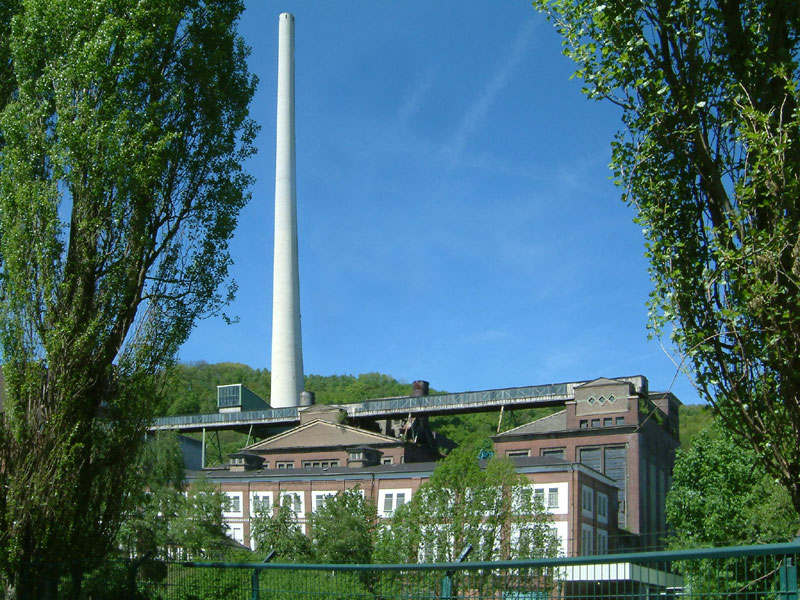
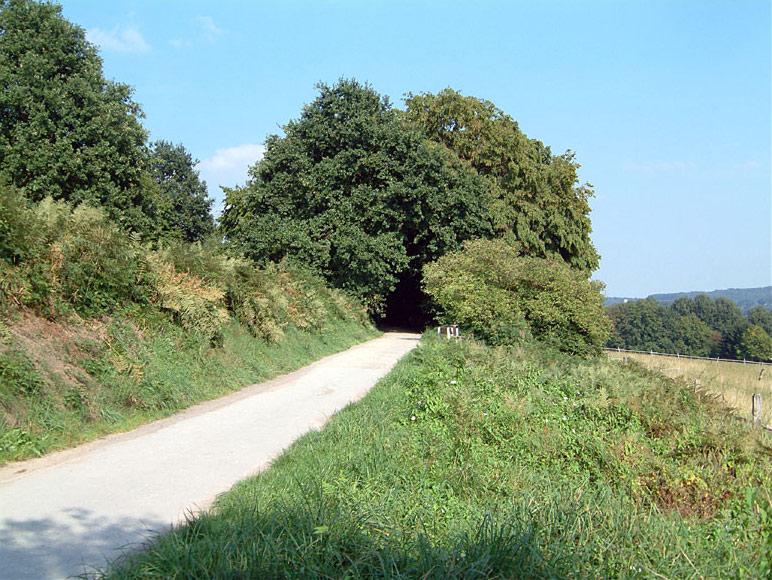